# StarCraft: Retribution
StarCraft: Retribution (с англ. — «Звёздное ремесло: Возмездие») — дополнение для компьютерной игры StarCraft, выпущенное в 1998 году. Дополнение было создано студией Stardock Systems, издано компанией WizardWorks Software и официально признано Blizzard Entertainment. В дополнение входит три связанные друг с другом кампании из 30 миссий и 120 карт для многопользовательской игры.
Дополнение получило смешанные отзывы критиков, которые отмечали, что оно не вносит в игру ничего принципиально нового.

## Игровой процесс
StarCraft: Retribution представляет собой сборник миссий, созданных на встроенном редакторе уровней StarCraft. 30 из них являются сюжетными миссиями для одного игрока, связанными в три кампании, а остальные 120 рассчитаны на игру в многопользовательском режиме. Многопользовательские карты разбиты на три категории: «короткие игры», «для игры в кооперативном режиме» и «для режима „каждый сам за себя“».
Аддон не добавляет в игру новых юнитов, за исключением нескольких героев, основанных на оригинальных юнитах, и не содержит кат-сцен, однако диалоги в кампаниях озвучены. В отличие от оригинального StarCraft, миссии в Retribution рассчитаны на то, что игрок уже знаком с механиками игры, а потому все здания и юниты доступны к постройке с первой же миссии. На некоторых уровнях есть несколько условий победы; то, какое из условий игрок выполнит, влияет на выбор следующего уровня.
Диск с дополнением также содержал патч 1.03 для StarCraft.

## Сюжет
Действите дополнения разворачивается до завершения StarCraft. Древний артефакт под названием «Камень А́ргуса» (англ. Argus Stone) был найден на планете терранов Арида́с (англ. Aridas). Три расы сходятся на планете в стремлении заполучить этот артефакт, так как существует легенда, согласно которой тот, кто будет владеть камнем, будет способен управлять Вселенной. Кристаллы Аргуса используются тёмными тамплиерами как источник силы.

### Кампания за протоссов
Посланец Конклава протоссов Кизрат прибывает на Аридас. Планета оказывается колонизирована терранами, которые оказались не слишком рады появлению незваных гостей. Уничтожая различные подразделения людей, Кизрат добирается до города Таледон, в котором и находится «Камень Аргуса». Уничтожив ведущих раскопки терранов, протоссы захватывают камень, и собираются покинуть Аридас, однако путь им преграждают отряды зергов. Кизрату и его силам удаётся пробиться к точке эвакуации, однако в этот момент посланец Конклава получает сообщение от Тассадара. Тассадар сообщает, что Конклав пока не собирается забирать артефакт, и приказывает Кизрату остаться на Аридасе и ждать дальнейших распоряжений.

### Кампания за терранов
«Камнем Аргуса» интересуется и Доминион терранов. Генеральный консул императора Менгска Дженсон Архимедас мечтает найти и изучить легендарный артефакт. После высадки на Аридасе отрядам Архимедаса приходится вести бои с зергами. В скором времени позиции доминионцев атакует стая зергов, церебрал которых использовал технологии Зел-нага, и смог подчинить небольшое племя протоссов. Войска Дженсона оказываются сильнее, и уничтожают нападавших. Ведя бой как с протоссами, так и с зергами, доминионцы пытаются восстановить повреждённые базы колонистов, а немногим позже отбрасывают войска протоссов и захватывают крупнейшее месторождение минералов на Аридасе. Пока идут кровопролитные бои, Архимедас пытается установить местонахождение артефакта. Попав в западню и повредив судно, консул оказывается окружён зергами, и отправляет своим людям сигнал о помощи. Доминионцам удаётся пробиться к базе зергов и эвакуировать Дженсона. Установив местонахождение артефакта, терраны уничтожают храм протоссов, и Архимедас забирает «Камень Аргуса».

### Кампания за зергов
Терраны готовятся покинуть Аридас и вывести артефакт, однако их позиции атакует стая зергов, подчиняющаяся безымянному церебралу, который, в свою очередь, выполняет приказы более опытного собрата — церебрала Заргила. Уничтожив состоящий из боевых крейсеров эскорт Архимедаса, зерги теряют след консула, успевшего забрать артефакт. Пытаясь отыскать Дженсона, зерги атакуют базы людей, попутно расправляясь и с протоссами. Поначалу люди и протоссы враждуют друг с другом, но после того как зерги заражают командный центр ариданцев и узнают о местонахождении артефакта, старые враги заключают хрупкий мир. Однако даже объединённым войскам терранов и протоссов не удаётся остановить зергов, которые уничтожают базы своих врагов и проникают в комплекс, служащий хранилищем для «Камня Аргуса». Исследуя комплекс, зерги расправляются с охраной, освобождают захваченного людьми заразителя Такраса и захватывают артефакт. Получив желаемое, зерги покидают Аридас и отправляются на Чар, однако альянс терранов и протоссов не намерен так просто отдавать зергам артефакт. Высадившись на Чаре, союзники терпят одно поражение за другим. Одержав победу в решающей битве и очистив Чар от захватчиков, Заргил использует энергию артефакта и создаёт хризалиду, из которой должно вылупиться «высшее существо».

## Разработка
Диск StarCraft поставлялся с набором инструментов для создания новых сценариев и кампаний, что привело к появлению и распространению в интернете любительских карт различного качества. Это также создавало нишу для коммерческих дополнений, которые могли бы выделяться на этом фоне повышенным контролем качества. Одним из таких дополнений стало StarCraft: Retribution, разработанное студией Stardock Systems. Издателем выступила компания WizardWorks Software, а позднее Blizzard Entertainment признала Retribution официальным дополнением для StarCraft.

## Критика
| Сводный рейтинг         | Сводный рейтинг   |
| Агрегатор               | Оценка            |
| ----------------------- | ----------------- |
| MobyRank                | 60 % (5 рецензий) |
| Иноязычные издания      |                   |
| Издание                 | Оценка            |
| AllGame                 | [ 4 ]             |
| CGW                     | [ 3 ]             |
| Computer Games Magazine | [ 2 ]             |

StarCraft: Retribution получила смешанные отзывы критиков. Одни критики хвалили дизайн миссий, а другие считали, что дополнение почти не выделяется на фоне бесплатных любительских карт. Большинство критиков признавало, что дополнение не вносит в StarCraft ничего принципиально нового
Стив Ханиуэлл в рецензии для All Game Guide оценил дополнение в 4,5 звезды из пяти, похвалив сюжет и дизайн миссий и заключив: «Starcraft Expansion Set: Retribution доказывает, что игре не обязательно быть инновационной, чтобы быть хорошей». Тьерри Нгуен из Computer Gaming World поставил StarCraft: Retribution 3,5 звезды из 5, отметив, что хотя качество миссий разнится, в них есть интересные идеи, и заключив: «это не Brood War, но и не пустая трата денег». Райан Браш из Computer Games Magazine оценил игру в одну звезду из пяти, посчитав сюжет «слабым и не связанным с остальной вселенной StarCraft», а дополнение — «пустым продуктом, который даёт немногим больше того, что можно скачать бесплатно». В рецензии, опубликованной в журнале «Навигатор игрового мира», аддон не рекомендовался к покупке, поскольку «на сайтах Интернет, специализирующихся на картах для StarCraft, имеется множество уровней, превосходящих Retribution’овские по всем параметрам».